# Liste der Kulturdenkmäler in Kerpen (Eifel)
In der Liste der Kulturdenkmäler in Kerpen (Eifel) sind alle Kulturdenkmäler der rheinland-pfälzischen Ortsgemeinde Kerpen (Eifel) einschließlich des Ortsteils Loogh aufgeführt. Grundlage ist die Denkmalliste des Landes Rheinland-Pfalz (Stand: 17. Juli 2023).

## Denkmalzonen
| Bezeichnung             | Lage                                    | Baujahr         | Beschreibung | Bild                           |
| ----------------------- | --------------------------------------- | --------------- | --- | ------------------------------ |
| Denkmalzone Burg Kerpen | Kerpen, östlich oberhalb des Ortes Lage | 12. Jahrhundert | Reste der mittelalterlichen Burg, seit 1682 Ruine, in mehreren Terrassen ansteigende Anlage, 12. bis 16. Jahrhundert, romanischer Bergfried | weitere Bilder Fotos hochladen |

## Einzeldenkmäler
| Bezeichnung                                               | Lage                                                          | Baujahr                  | Beschreibung | Bild                           |
| --------------------------------------------------------- | ------------------------------------------------------------- | ------------------------ | --- | ------------------------------ |
| Quereinhaus                                               | Kerpen, Adenauer Straße 1 Lage                                | 1826                     | Quereinhaus; Krüppelwalmdachbau, bezeichnet 1826 | Fotos hochladen                |
| Hofanlage                                                 | Kerpen, Bachstraße 2 Lage                                     | 1807                     | nachbarocker Krüppelwalmdachbau, bezeichnet 1807, jüngeres Wirtschaftsgebäude; Gesamtanlage                                                                                            | BW                             |
| Ortsbefestigung                                           | Kerpen, Bachstraße, gegenüber Nr. 12 Lage                     | 1475                     | Rest der Ortsbefestigung, 1475 erwähnt | BW                             |
| Quereinhaus                                               | Kerpen, Bachstraße 16/18/20 Lage                              | 1870                     | ehemaliges Quereinhaus, angeblich von 1870 | BW                             |
| Hofanlage                                                 | Kerpen, Eulersteierstraße 6 Lage                              | 1841                     | Streckhof, Krüppelwalmdachbau, bezeichnet 1841, im Kern wohl älter; Wirtschaftsgebäude, Bruchstein, Fachwerkgiebel                                                                     | BW                             |
| Gerichtshaus                                              | Kerpen, Fritz-von-Wille-Straße 12/13 Lage                     | 15. oder 16. Jahrhundert | ehemaliges Gerichtshaus; Nr. 13 Fachwerk, teilweise massiv, 15. oder 16. Jahrhundert, Nr. 12 nach 1917 über massivem Erdgeschoss neu mit Knaggen als Spolien, bezeichnet 1830 und 1848 | Fotos hochladen                |
| Wohnhaus                                                  | Kerpen, Im Kapelleneck 2 Lage                                 | 17. Jahrhundert          | Wohnhaus, im Kern wohl aus dem 17. Jahrhundert | BW                             |
| Burgmannenhaus                                            | Kerpen, Im Kapelleneck 3 Lage                                 | 1623                     | ehemaliger Burgmannensitz; Wohnhaus mit rundem Treppenturm und Torfahrt mit Wappen, bezeichnet [16]23                                                                                  | BW                             |
| Katholische Filialkirche St. Sebastian                    | Kerpen, Im Kapelleneck 12 Lage                                | 16. Jahrhundert          | ehemalige Burgkapelle, Einstützenraum, 16. Jahrhundert; Wegekreuz, bezeichnet 1716 | weitere Bilder Fotos hochladen |
| Wohnhaus                                                  | Kerpen, Irrweg 1 Lage                                         | 1821                     | fünfachsiger Putzbau, bezeichnet 1821 | Fotos hochladen                |
| Wegekreuz                                                 | Kerpen, Niedereher Straße, Ecke Irrweg Lage                   | 1693                     | Balkenkreuz, Basalt, bezeichnet 1693 | BW                             |
| Wegekreuz                                                 | Kerpen, nordöstlich des Ortes abseits der K 59 Lage           | 1716                     | Balkenkreuz, Basalt, bezeichnet 1716 | BW                             |
| Wegekreuz                                                 | Kerpen, nordöstlich des Ortes an der K 59 Lage                | 1710                     | Schaftkreuz, Sandstein, bezeichnet 1710 | BW                             |
| Rotes Kreuz                                               | Kerpen, nordöstlich des Ortes an der K 59 Lage                | 1793                     | Schaftkreuz, Sandstein, bezeichnet 1793 | Fotos hochladen                |
| Wegekapelle                                               | Kerpen, östlich des Ortes an der Zufahrt zur Burg Kerpen Lage | um 1900                  | Bruchsteinbau | BW                             |
| Schwedenkreuz                                             | Kerpen, östlich des Ortes neben der Wegekapelle Lage          | 1793                     | Wegekreuz; Schaftkreuz, Sandstein, bezeichnet 1793 | BW                             |
| Katholische Filialkirche St. Wendelin, Joseph und Barbara | Loogh, Kapellenstraße Lage                                    | 1763                     | zweiachsiger Saalbau, 1763; barockes Schaftkreuz, Rotsandstein, wohl aus der zweiten Hälfte des 18. Jahrhunderts                                                                       | weitere Bilder Fotos hochladen |
| Wegekreuz                                                 | Loogh, nordöstlich des Ortes an der K 74 Lage                 | 1758                     | Schaftkreuz, Sandstein, bezeichnet 1758 | BW                             |
| Schwedenkreuz                                             | Loogh, nordwestlich des Ortes am alten Weg nach Kerpen Lage   | 1773                     | Balkenkreuz, angeblich von 1773 | Fotos hochladen                |